# Ingrid Ødegård
Ingrid Ødegård (ur. 1 marca 1983 w Trondheim) – norweska piłkarka ręczna, reprezentantka kraju, grająca na pozycji bramkarka. Obecnie występuje w duńskiej GuldBageren Ligaen, w drużynie FC Midtjylland Håndbold.
Największe sukcesy reprezentacyjne odnosiła w piłce ręcznej plażowej.

## Sukcesy
- mistrzostwo Danii  (2011)
- mistrzostwo Norwegii  (2006, 2007, 2008)
- puchar Norwegii  (2006, 2007)
- puchar zdobywców pucharów  (2008)